# Léon Solomiac
Léon Solomiac, né le 19 octobre 1873 à Saint-Antonin-Noble-Val et mort le 10 mai 1960 à Cannes, est un administrateur colonial français et préfet du Tarn (désigné en septembre 1944) et gouverneur général par intérim de l'Afrique équatoriale française en 1940.

## Biographie
Léon Solomiac est le fils d'un commerçant du Cantal. Après ses études, il entre dans la fonction publique coloniale. Après une longue carrière administrative, il est envoyé en juillet 1925 comme délégué à Beyrouth et en 1930 comme délégué à Damas. La France est en effet puissance mandataire pour la Syrie et le Liban. Après la déposition de Tajeddine el-Hassani, Solomiac, alors haut-commissaire de la République française en Syrie et au Liban, est en charge des affaires étatiques, jusqu'à l'élection de Mohammed Ali Bey el-Abed comme président par le Parlement. Léon Solomiac prend ensuite l'intérim du 22 mai du 30 novembre 1933 de Louis Fousset, gouverneur du Soudan français. Le 15 août 1934, il est gouverneur des Établissements français dans l'Inde, poste qu'il occupe jusqu'en octobre 1936. Son est Horace Crocicchia. Le 12 avril 1939, Solomiac est nommé en pleine période de montée des périls gouverneur général par intérim de l'Afrique équatoriale française à la suite de Dieudonné Reste, puis Pierre Boisson est nommé à ce poste le 3 septembre 1939. Il prend aussi le 7 novembre 1940 le poste par intérim de Jean Rapenne, gouverneur du Niger. Il est défavorablement considéré par le régime de Vichy et congédié en décembre ; il est remplacé le 8 décembre 1940 par le général Falvy,. 
En août 1944, avec la Libération, il est nommé préfet du département du Tarn,  poste qu'il occupe jusqu'au début de l'année 1946.